# Cis-3,4-diidrofenantrene-3,4-diolo deidrogenasi
La cis-3,4-diidrofenantrene-3,4-diolo deidrogenasi è un enzima appartenente alla classe delle ossidoreduttasi, che catalizza la seguente reazione:
(+)-cis-3,4-diidrofenantrene-3,4-diolo + NAD+ ⇄ fenantrene-3,4-diolo + NADH + H+